# 露西·格雷
露西·格雷（英語：Lucy Gray），中文名韩书莲，新西兰社運人士，气候变化活动家，曾於2019年3月發動“气候学校罢工”。